# 美國鐵路運輸史

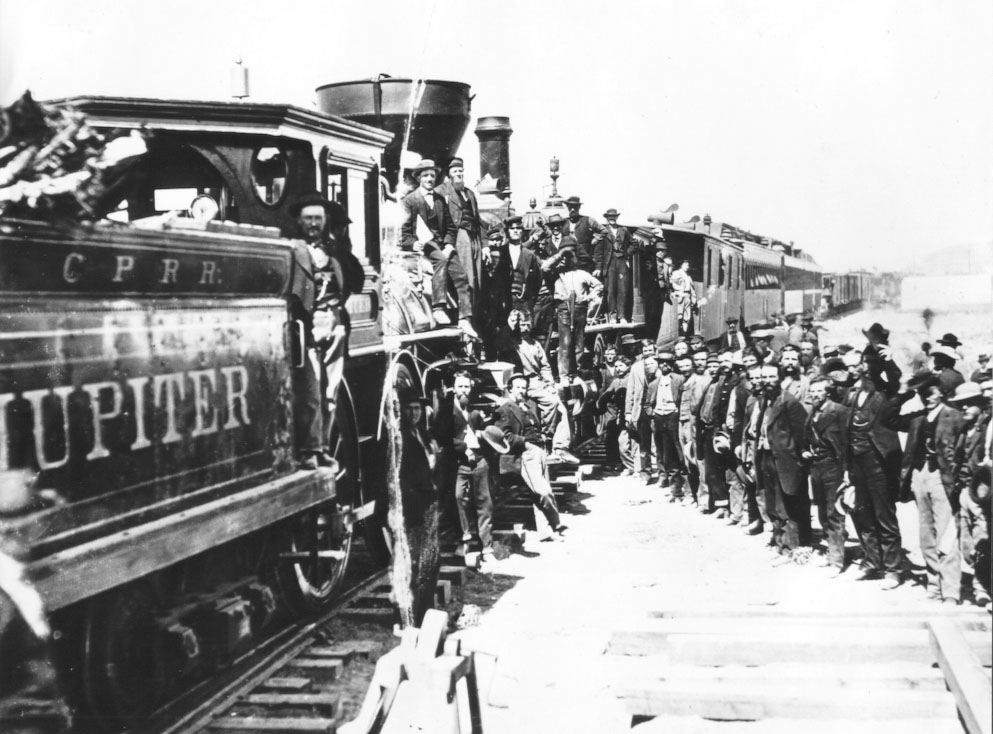
第一條橫貫大陸鐵路與1869年竣工

美國擁有世界上最大的鐵路網絡。鐵路在美國經濟社會發展中曾起到十分重要的作用。在鐵路建成之前，美國的交通網絡很差，很多道路剛剛開始建設，依靠水路。最初是由重力和畜力驅動的有軌電車開始，最終由於受到英格蘭的影響，蒸汽機車開始運行。第一台蒸汽機車於1830年開始商業運營，此後蒸汽機車鐵路迅速普及。從1810－1850年工業革命時期到1850-1890年新殖民地開拓時期，鐵路均扮演了不可替代的作用。美國鐵路時代始於1828年巴爾的摩和俄亥俄鐵路的創立，其後由於政府扶持等原因，鐵路業得到了蓬勃的發展，雖然由於數次經濟危機而導致鐵路業衰退，但總體而言整個19世紀鐵路均處於高速發展中。
美國南部雖然很早就開始修築鐵路以聯繫棉花產區和主要海港，但是直至美國內戰前整個南方一直缺乏聯結成網絡的鐵路系統。內戰及戰後初期的另一個鐵路修築增長點位於美國中西部。第一條橫貫大陸鐵路於1869年竣工，極大的促進了美國中西部的開發。隨著玉米帶地區農業發展，鐵路成為運送農產品和居民出行的主要方式。在玉米帶地區，有80%的農場位於鐵路沿線5英里以內的地區，以便於農產品的運輸。至19世紀末，美國已擁有20家全國性大型鐵路公司，以及不可勝數的地區性小型鐵路公司。
美國鐵路在1910年代發展到頂峰，其路網長度達到254,251英里（1916年），居世界之冠，約有210萬名鐵路員工。但隨後卡車的到來吞噬了貨運量，汽車（以及後來的飛機）吞噬了客運量。 1940年之後，柴油電力機車的使用使得運營更加高效，需要更少的鐵路工人和維修工人。隨著汽車和航空業的發展，以及社會經濟發展水平的提高，鐵路業在客貨運輸中所占的份額逐年減少，雖然在第二次世界大戰時期有所回潮，但總體呈衰退趨勢。二戰以後，不少鐵路公司紛紛破產，線路也被廢棄。至1980年，全國只剩下數家大型鐵路公司。長途客運也與1971年交由政府主導的國家鐵路客運公司運營。此外，在紐約市、芝加哥、洛杉磯等大型城市，通勤鐵路仍然得到發展。1980年代對鐵路實行放寬管制，使票價自由化的鐵路在貨運方面重獲生機。目前，美國鐵路網的總長度為139,679英里（2011年），鐵路員工數約為21萬。
雖然目前美國鐵路長途客運日漸式微，但貨運總量仍十分可觀。美國鐵路大量運送的貨櫃、煤炭和石油，在經濟發展中起重要作用。從1987年至2000年，美國鐵路貨運量增長172％，鐵路運輸占運輸市場份額的43%，高於其他發達國家。

## 編年史

### 早期發展（1826-1860）
美國第一條鐵路出現于馬薩諸塞州，1826年為搬運建造邦克山紀念碑所需花崗岩，特地從開採地昆西修建了一條鐵路至米爾頓尼龐西特畔的一個港口。該鐵路被稱為花崗岩鐵路，為美國第一條投入商業運作的鐵路。此前美國各地雖然有部分鐵路，但都帶有技術探索的性質而未實用。
1826年起，又有數家鐵路公司在美國誕生：特拉華和哈德遜運河公司建設了重力鐵路，莫霍克和哈德遜鐵路則在伊利運河的河岸建造了鐵路用於轉運貨物和乘客。1827年，馬里蘭州成立了巴爾的摩和俄亥俄鐵路，將海港巴爾的摩和通向內陸的俄亥俄河相連結，首段鐵路於1830年通車。在這一時期，鐵路被認為是水運重要補充，連結水運和重要海港。相似的鐵路有連結查爾斯頓和薩凡納河的南卡羅萊納運河和鐵路公司，以及連結費城和俄亥俄河的公共事業主線（後賓夕法尼亞鐵路）。
美國鐵路發展早期充分借鑑了英國經驗。南卡羅萊納運河和鐵路公司是第一座大量採用蒸汽機車的鐵路商。巴爾的摩和俄亥俄鐵路則是美國第一個公共交通承運商，1830年開始客運業務。1829年，彼得·庫珀為巴爾的摩和俄亥俄鐵路創制了美國第一台蒸汽機車“湯姆手指號”，該車最初目的是用來展示蒸汽機的動力和發展潛力，而非實用機型。美國鐵路發展早期向英國大量進口機車，如著名的斯陶爾布里奇獅子號和約翰·布爾號等，但隨即，美國國內機車製造業開始成型，早期美國自制著名蒸汽機車有德威特·柯林頓號。1852年，巴爾的摩和俄亥俄鐵路修築至俄亥俄河畔，成為第一個抵達俄亥俄河的東岸鐵路公司。
至1850年，美國鐵路總長超過9,000英里（14,000公里）。1855年至1871年，聯邦政府向在西部地區修建鐵路的公司贈送了大量其可自由支配的土地，並且在其他政策上予以補償。結果是在這一時期，美國中西部鐵路發展迅速，包括第一條橫貫大陸鐵路在內的數條東西向鐵路幹線建成通車，從奧馬哈至舊金山，並延伸至芝加哥。許多城市成為鐵路交通中心，鐵路工業和技術工人數量直線上升。
鐵路發展使得美國交通出現翻天覆地的變化，一度流行的運河、收費道路和內河蒸汽船被鐵路逐漸取代。鐵路運輸相對水運有著壓倒性優勢：鐵路運輸速度快，價錢更為便宜；高緯度地區水系有冬季漫長的封凍期，造成貨物運輸週轉不靈，而鐵路一年四季均暢通無阻，有力疏通冬季停運所造成的物流擁塞。鐵路運輸安全性也遠高於水運（雖然當時鐵路無法和今日鐵路安全性相提並論），物主只需支付較少的保險額。以上因素造成19世紀70年代末時，美國的內河水運日漸式微。
鐵路亦對人們出行帶來深遠的影響。鐵路業發展以前，人們出行主要依靠騎馬和公共馬車。當時美國大陸已有通向各地的小徑（如著名的俄勒岡小徑），但路面狀況極差，亦無人維護，佈滿坑洞。長途旅行在當時是一項異常艱辛的苦差，需要忍受長久的震動、搖晃和狹小的馬車內空間。鐵路的發展對個人出行是一場革命，鐵路機車牽引著舒適的客車在鋪設平整的鋼軌上高速運行，乘客的日常生活、餐飲和睡眠都可以在火車上完成。至1860年，美國中部和北部幾乎所有城市都擁有鐵路車站。在美國玉米帶，鐵路網絡高度發達用以運輸農產品。當時有80%的農場和臨近鐵路線都不超過5英里。起初，中西部地區眾多小鐵路商建造了大量的低等級鐵路支線。至1890年代相互兼併成20家大型幹線鐵路企業。在這一時期，最重要的概念是橫貫大陸鐵路。雖然聯合太平洋鐵路和中央太平洋鐵路修建了第一條橫貫大陸鐵路，隨後其他鐵路商亦跟進。至美國內戰結束，大部份鐵路位於美國北部和中西部，南部鐵路仍然不足，且部分鐵路為寬軌，和主流路網無法兼容。

### 內戰和重建時期（1861-1877）
内战前，美国铁路网格局呈现出东北和五大湖区密度极大，其他地区稀疏的特点。
在北方，由于工商业发达，工业品行销内地，但当时东北沿海地区没有能直接连通中西部的自然河道，加上工商业带来的巨大利润，以及沿途自然环境对于工程建设相对友好，北方各州对于铁路十分青睐，不惜投入巨资鼓励私人企业建设铁路。各城镇先后接入铁路网，其中一些发展成交通枢纽，如底特律、克里夫蘭、芝加哥等，都因为铁路兴起。
在南方，由于气候原因，内陆地区大多被茂密的亚热带丛林覆盖，河网密布，且洪涝灾害十分频繁，因此铁路系统的修建和维护成本高昂。同时，南方的种植园经济属于初级原料加工级别，对于东海岸和欧洲等沿海市场极度依赖，以及低成本的水运阻碍了铁路网的发展，因此南方铁路系统相比北方不值一提。
战争期间，南方有限的铁路网不仅没有帮助南方的战争部署，反而成为了北方军队的行军线和补给线，因此铁路成为了破坏目标。但在北方，由于动员和补给的需求，铁路公司的盈利能力极大提升，一批铁路巨头在此时赚到了第一桶金，随后又将这些资金投入到更多的建设上去，美国北方的铁路网西端从战前的芝加哥向西推进到愛荷華和明尼苏达，加州也出现了低密度的铁路网。

战后，为了安抚南方白人选民的情绪，同时也出于将南方的经济体系纳入国家经济体系以避免再次爆发分裂运动的目的，美国国会通过了重建法案。在这套法案的支持下，南方的铁路网也开始出现，并带动了南方工商业的长足发展，也为镀金时代的经济爆炸式增长提供了基础。

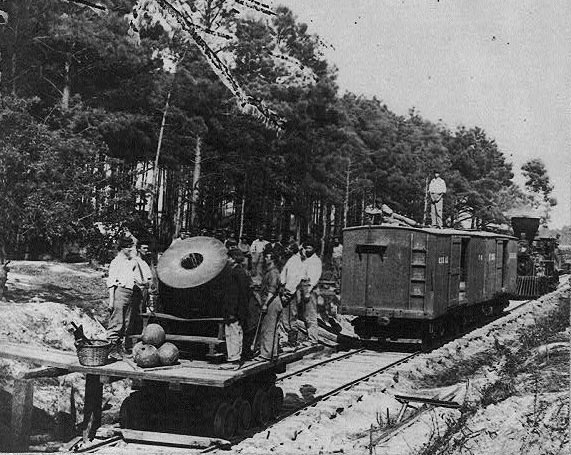
美國內戰時期鐵路機動臼炮

### 現代美國鐵路（1946至今）

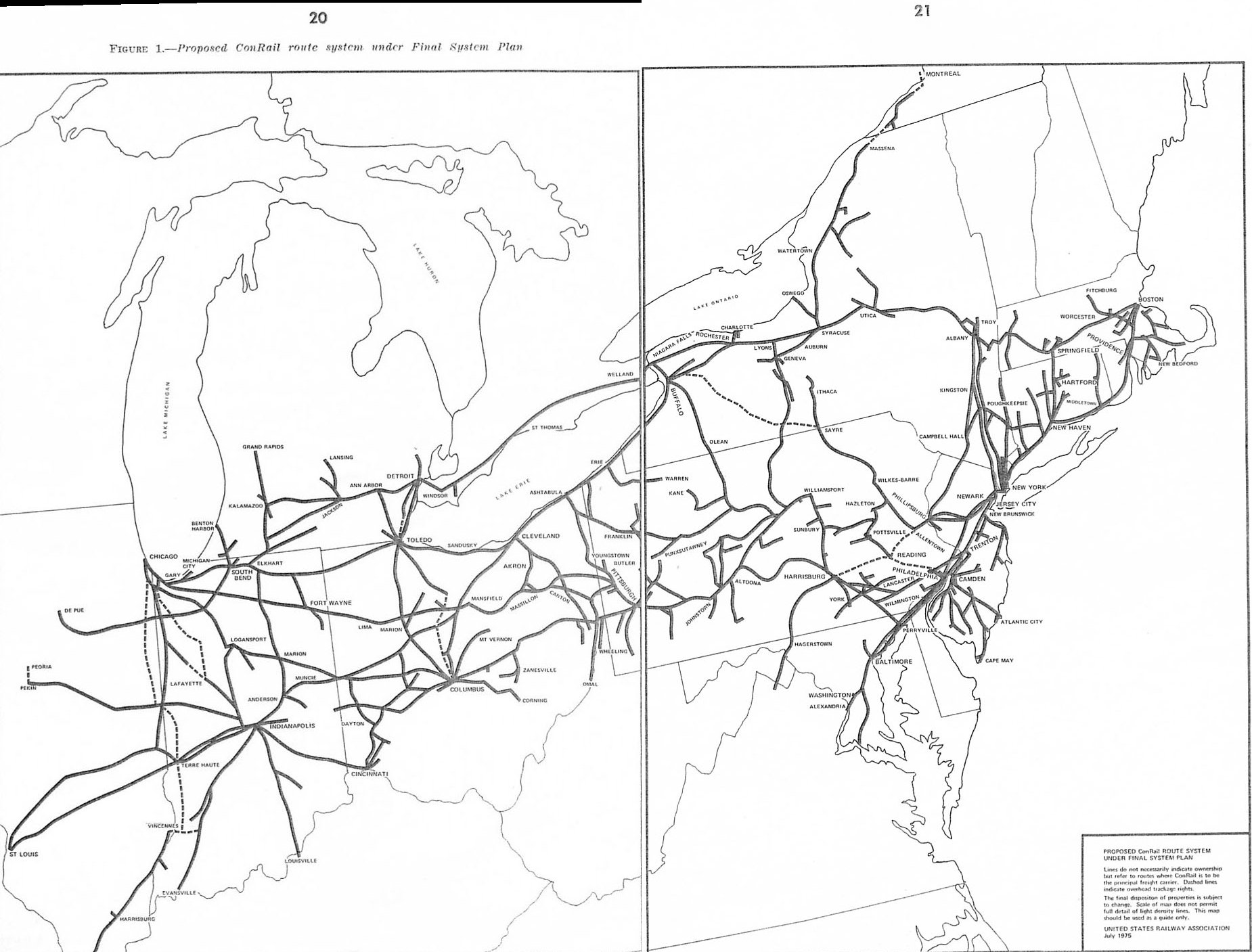
1976年諸鐵路公司合併成聯合鐵路時線路圖

第二次世界大戰後經濟繁榮時期，由於航空業興起和高速公路修建，美國鐵路業開始走向蕭條。
一方面，美国的制造业在全球化进程中大量流失到国外，大量工厂关闭，生产能力下降，导致货运需求急剧萎缩，货运铁路的盈利能力下降。
另一方面，随着技术的进步，汽车更加稳定可靠，民航业也进入了快速发展时期，客运铁路的客源被大量分流，客运部门也遭遇寒冬。
而对铁路行业打击最大的就是内斗。二战后美国私营铁路公司多如牛毛，但几乎没有哪家公司拥有足以盈利的路网和资金，而恶性竞争导致的低利润更是让设备状况和服务更加恶劣，更多人放弃铁路出行，形成恶性循环。
卡車技术的進步和道路網完善使鐵路客貨運均受到強有力的挑戰。此時鐵路在運送大宗物品如煤、鐵和穀物時還有優勢，然而在這一時期，ICC（Interstate Commerce Commission，州际通商委员会）繼續對鐵路業施加嚴格的調控，對鐵路運價、運作和鐵路網絡都提出諸多限制，造成鐵路公司虧損嚴重、入不敷出。
1966年，美國國會批准成了聯邦鐵路管理局（Federal Railroad Administration，FRA）隸屬于新成立的美國交通部。FRA從ICC手中接過了監督鐵路運輸安全的職責。此外還負責製定全國鐵路政策、鐵路業現狀供求調研，實行有利於鐵路發展的舉措。
高速铁路技术出现后，曾有一段时间事故率居高不下。出于安全考虑，美国交通部出台新规，要求时速80英里以上的列车加装安全装置，但此时铁路公司资金匮乏，导致大多数公司对铁路运输实行限速，此举导致高速铁路在美国发展受阻。
1984年，由于私营铁路公司大量倒闭破产，或者放弃客运业务，联邦政府出于维护公共利益的考虑，决定整合客运资源，成立美铁公司。开始时联邦政府认为几年就能扭亏为盈，但很多铁路公司拒绝加入，同时来自外部的竞争过于激烈，导致美铁至今难以盈利，年年需要国会拨款补贴。与此同时，美铁不断削减不盈利线路，导致诸如蒙大拿和怀俄明等州的铁路客运业务成为历史。设备老化导致准点率下降，事故率上升，服务态度不佳等问题突出，线路密度和覆盖能力不足，铁路运输效率也在不断下滑。

## 鐵路技術

### 軌距
美国境内绝大多数客运和货运铁路都采用1435mm标准轨距，这使得美国可以与其邻国加拿大和墨西哥无障碍地进行铁路运输。

### 機車

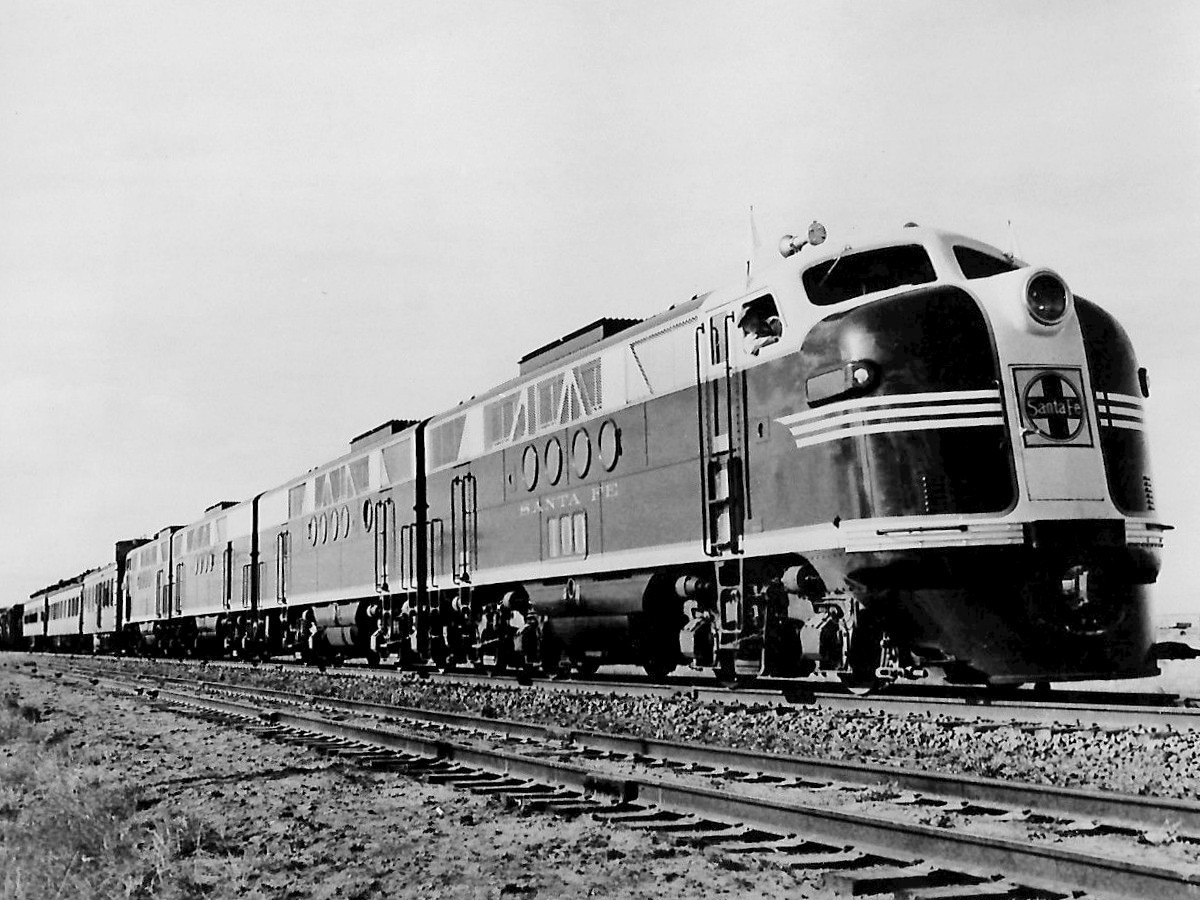
易安迪F型柴油機車，在內燃機車化早期被廣泛使用的客運機車

柴油機車最早於第一次世界大戰後出現在歐洲。美國從1930至1940年代起開始逐步淘汰蒸汽機車并換裝柴油機車。至1950年代絕大部分蒸汽機車已經退出運輸市場。相比蒸汽機車，柴油機車雖然造價高昂，但燃油效率高、清潔、人力成本低、可靠性好，並且不需要對鐵路線路進行施工，至今仍是美國鐵路的主力機車。1930至40年代，少數鐵路公司開發出流線型動車組以滿足高速長途旅行的需要，其動力為柴油引擎或其他類型的內燃機。
美國的電氣化鐵路開始於19世紀晚期，但並未得到長足的發展。除去城市捷運和通勤鐵路部分，僅有東北和西北少數地區修築有電氣化鐵路。其中原賓夕法尼亞鐵路擁有全國最大的電氣化鐵路網絡。美國鐵路公司曾以電力機車進行客貨運輸，但目前電力機車儘用於客運。

## 鐵路環境史
鐵路還通過增加運輸能力破壞了環境的自然趨勢。 遍及美國的鐵路使以前無法獲得的貨物和人員的運輸變得更快、更高效。 農業、動物、士兵、貨物和自然資源現在能夠在更短的時間內遠距離移動。 結果，以前沒有收穫的東西，例如某些耕地或動物種群，現在正在被使用。

### 對水牛種群的影響

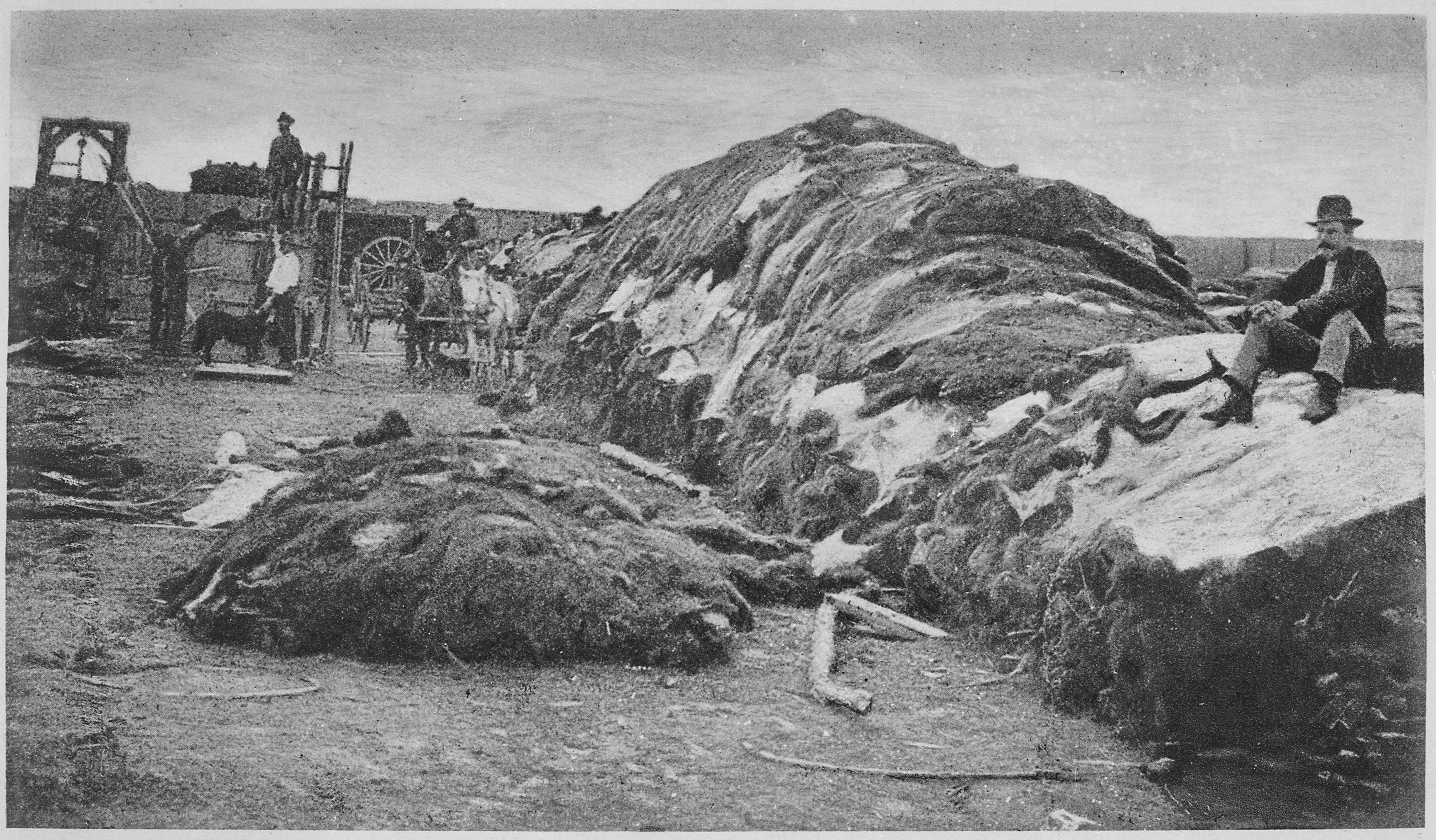
1878 年，堪薩斯州道奇城的一個水牛皮場。

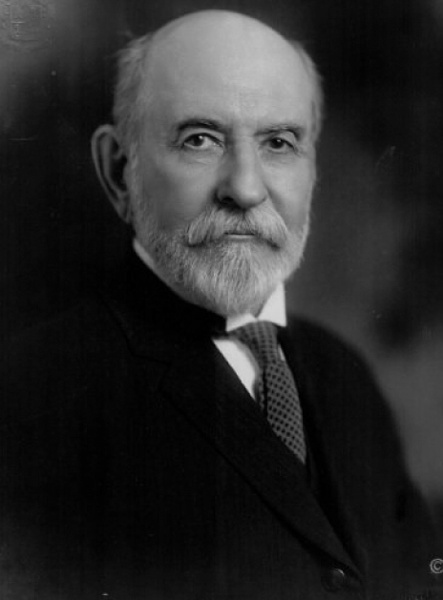
威廉·霍納迪(William Hornaday), 一位19世紀的領先的環保主義者。

在19世紀上半葉，水牛群遍布美國中西部各州，但美國人民通過昭昭天命（Manifest Destiny)徹底改變了美國的景觀。 內戰前，有800萬頭水牛自由活動，但戰後只剩下4至600萬頭，因為它們的皮在全國變得有價值，家養的馬和牛開始與野牛占據相同的空間並放牧相同的土地。有影響力的動物學家和研究美洲野牛的威廉·霍納迪(William Hornaday)寫道：“鐵路一穿過水牛國，屠殺就開始了。” 鐵路增加了水牛的消費，因為獵人和商人可以將部分水牛運送到該國需求量很大的偏遠地區。以前，將水牛商業化是不合理的，因為它有皮、肉和骨頭，因為到達目的地需要更長的時間。 由於鐵路使交通變得更快，人們現在可以從中西部平原看似無窮無盡的資源中賺錢：水牛。 多虧了新的鐵路，對水牛的大規模捕獵是如此極端，以至於狼無法吃掉所有留下的屍體。
由於水牛數量迅速減少，通過創造就業機會產生了經濟機會。  男人們在平原上尋找工作和剝皮野牛，並維護用於運輸珍貴野牛皮的鐵路基礎設施。

### 流行文化中的鐵路
虛構的工程師“Joe Smashup”在虛構的“堆放車站”上對機車的激進操作構成了1855年及前後出現在美國報紙上的諷刺作品的基礎。
1967年，加拿大民謠歌手戈登·莱特福特 (Gordon Lightfoot) 發行了一首名為“加拿大鐵路三部曲”的歌曲，記錄了他看待自然的方式，以及隨著穿越北美的鐵路不斷增加，自然如何發生變化。 他描述了原始荒野“早於白人，早於車輪”，早於先驅者開始在這片青翠的土地上建造礦山、磨坊和工廠。由於對財富和冒險的樂觀態度，萊特富特聲稱，“鐵路工人聽到鐵鎚響起變得焦躁不安。”他還通過寫下一句話來描述這個行業對大自然的代價，“敞開她的心，讓生命線流動。” 他將大自然的心描述為工人的夢想在流血，無法阻止，“進入麝香和雨中”。
通過努力工作的技術，先驅者和商人根據自己的商業需求和對權力的追求來適應環境。

## 各地區鐵路有效里程
Source: United States Census Bureau, Report on Transportation Business in the United States at the Eleventh Census 1890, pg. 4.
| 各地區鐵路有效里程                                                        |        |        |        |        |        |        |         |
| 地區                                                                      | 1830年 | 1840年 | 1850年 | 1860年 | 1870年 | 1880年 | 1890年  |
| 新英格蘭 (ME, NH, VT, MA, RI, CT)                                         | 30     | 513    | 2,596  | 3,644  | 4,273  | 5,888  | 6,718   |
| 東部 (NY, PA, OH, MI, IN, MD, DE, NJ, DC)                                 |        | 1,484  | 3,740  | 11,927 | 18,292 | 28,155 | 40,826  |
| 南部 (VA, WV, KY, TN, MS, AL, GA, FL, NC, SC)                             | 10     | 737    | 2,082  | 7,908  | 10,610 | 14,458 | 27,833  |
| 中西部 (IL, IA, WI, MO, MN)                                               |        |        | 46     | 4,951  | 11,031 | 22,213 | 35,580  |
| 中南部 (LA, AR, OK/Indian Territory)                                      |        | 21     | 107    | 250    | 331    | 1,621  | 5,154   |
| 西部 (ND, SD, NM, WY, MT, ID, UT, TX, AZ, NE, KS, TX, CO, CA, NV, OR, WA) |        |        |        | 239    | 4,578  | 15,466 | 47,451  |
| 美國總計                                                                  | 40     | 2,755  | 8,571  | 28,920 | 49,168 | 87,801 | 163,562 |